# 399년

## 연호
- 동진(東晉) 융안(隆安) 3년
- 고구려(高句麗) 영락(永樂) 9년
- 후연(後燕) 장락(長樂) 원년
- 후진(後秦) 황초(皇初) 6년 / 홍시(弘始) 원년
- 서진(西秦) 태초(太初) 12년
- 북위(北魏) 천흥(天興) 2년
- 후량(後凉) 용비(龍飛) 4년 / 함녕(咸寧) 원년
- 남량(南凉) 태초(太初) 3년
- 북량(北凉) 신새(神璽) 3년 / 천새(天璽) 원년

## 기년
- 동진(東晉) 안제(安帝) 3년
- 북위(北魏) 도무제(道武帝) 14년
- 신라(新羅) 내물 마립간(奈勿麻立干) 44년
- 고구려(高句麗) 광개토왕(廣開土王) 9년
- 백제(百濟) 아신왕(阿莘王) 8년

## 사건
백제와 동맹을 맺은 왜가 신라를 침략하자, 신라가 고구려에 구원을 요청하였다.